# Alberto Ponce
Alberto Ponce (Madrid, 13 de marzo de 1935 - Madrid, 26 de julio de 2019), nacido Alberto González Muñoz fue un guitarrista clásico y maestro de música español, que desde 1962 vivió y enseñó en Francia.

## Biografía
El padre de Alberto Ponce fue su primer maestro. De niño ingresó en el Conservatorio Municipal de Barcelona, donde, además de guitarra, estudió piano, armonía y música de cámara. Se graduó con un diploma y una Mención de Honor. El musicólogo y erudito Emilio Pujol le aconsejó que ingresara en el Conservatorio de Lisboa . Tras tres años de estudio, Ponce perfeccionó su técnica con Pujol en la Academia Chigiana de Siena, donde aumentó su conocimiento de la música del Siglo de Oro español.
En 1962 ganó el primer premio de interpretación en el «Concours de Guitare» en París, organizado por la ORTF. En el mismo año, Alfred Cortot, director de la École Normale de Musique de París, le pidió que enseñara allí. Allí tuvo una carrera pedagógica sin precedentes, creando una de las escuelas más prolíficas de guitarra contemporánea. 
Durante muchos años, Alberto Ponce fue uno de los pocos guitarristas que se dedicó continuamente a la música antigua y contemporánea. Influyó en numerosos artistas, incluidos Maurice Ohana, Chayne, Dyens, Ravier, Antonio Ruiz-Pipo y Yoram Zerbib. También enseñó en el Conservatorio Nacional de París. 

## Discografía
- L'art de la guitare
- Si le jour paraît . Compositor: Maurice Ohana (1913–1992); Orquesta Filarmónica del Prado; Daniel Chabrun, director Arion ARN 38 240 (1974).

## Alumnos
Estudiantes de Alberto Ponce que se graduaron de la École Normale de Musique de Paris / Alfred Cortot 
Diplôme de concertiste (Diploma deconcertista)
- 1968 - Richard Riera / Leticia Alba
- 1969 - Rafael Andia
- 1970 - Geneviève Chanut / Jéromine Stefanaggi
- 1971 - Arnaud Dumond
- 1972 - Michel Coing
- 1973 - Michelangelo Severi
- 1974 - François Martin
- 1975 -
- 1976 - Roland Dyens / Fumito Kurosaka / Santiago Rebenaque
- 1977 - Y. Iwanaga / Luis Martin Diego / Y. Sakaï
- 1978 - Pascal Boels / Mike Dezavelle / Maryvonne Landreau / Shinishi Fukuda
- 1979 - Philippe Azoulay
- 1980 - Marianne Renno / Eladio Scharron
- 1981 - Jean Bruno Rasoloarison / Benoit Schlossberg / Dominique Daigremont
- 1982 - Catherine Fayance / Carlos Marin
- 1983 - Carles Trepat / Sylvain Cinquini / François Laurent
- 1984 - François Moriconi
- 1985 - Guido Fichtner / Walter Zanetti / Dominiqiie Barzyk / Laurence Munsch
- 1986 - Stephan Schmidt / Isabelle Etinger / Jean-Pierre Cuisinier
- 1987 - José-Manuel López-Méndez
- 1988 - Murielle Geoffroy / Brigitte Weiss / Richard Montembault / Monica Paolini
- 1989 - Jérôme Guillien / Sandro Torlontano / Roland Ulrich
- 1990 -
- 1991 - Giorgio Albiani / Corinne Freyvogel / Andréa Gasperi / Yoran Zerbib
- 1992 - Alberto Vingiano / Roberto Spano / Adriano Rullo / Marylise Florid.
- 1993 - Danilo Leggieri / Renaud Duret / Sylvie Burgos

Diplôme supérieur de concertiste (Diploma superior  de concertista)
- 1980: Jean-Marc Ankri.
- 1981 - Eladio Scharron
- 1982 - Dominique Daigremont
- 1983 - Jean Bruno Rasoloarison
- 1984 - Claudio Marcottulli / Tania Chagniot
- 1985 -
- 1986 - Walter Zanetti / Guido Fichtner / François Laurent
- 1987 - Stephan Schmidt
- 1988 -
- 1989 - Brigitte Weiss / José ‑ Manuel Lopez ‑ Mendez